# فاندرای نتورکس
فاندرای نتورکس (انگلیسی: Foundry Networks) شرکت سخت‌افزار آمریکایی است، که در سال ۱۹۹۶ تأسیس شد.